# Claudio Mascheretti
Claudio Mascheretti (Ciserano, 3 gennaio 1970) è un dirigente sportivo ed ex calciatore italiano, di ruolo difensore.

## Carriera

### Club

#### Atalanta e i prestiti al Leffe e al Palazzolo
Nell'anno 1988-1989 ha militato con l'Atalanta in Serie A, tuttavia non è sceso in campo in nessuna partita, molto spesso rimanendo in panchina. Non venendo mai impiegato, è stato ceduto in prestito al Leffe per un biennio e l'anno successivo al Palazzolo, collezionando presenze e segnando anche dei gol. Grazie alle sue buone prestazioni rientra a Bergamo per l'annata successiva, nel 1992-1993, ed esordisce in massima serie il 18 ottobre 1992, totalizzando alla fine sei presenze.

#### Acireale
Nella stagione successiva giocò in Serie B con la maglia dell'Acireale, al suo primo esordio tra i cadetti. 
Pur collezionando 9 presenze, divenne il difensore della compagine acese ad aver segnato più reti (complessivamente 3).

#### Le scesa di categoria
Successivamente scese di categoria, militando in vari club di Serie C, tra i quali Nardò, Pisa e Prato e in seguito scese nei campionati dilettantistici.

## Palmarès

### Club

#### Competizioni nazionali
- Campionato Interregionale: 1

Leffe: 1989-1990